# Slavjanovo (Targovisjte)
Slavjanovo (Bulgaars: Славяново) is een dorp in het noordoosten van Bulgarije. Het is gelegen in de gemeente Popovo in oblast Targovisjte. Het dorp ligt hemelsbreed 31 km ten noordwesten van Targovisjte en 241 kilometer ten noordoosten van Sofia.

## Bevolking
Op 31 december 2019 telde het dorp Slavjanovo 655 inwoners, een daling ten opzichte van het maximum van 2.096 personen in de volkstelling van 1956 (zie: onderstaande grafiek).
| Bevolkingsontwikkeling tussen 1934 en 2019          |
| --------------------------------------------------- |
|                                                     |
| Bron: Nationaal Statistisch Instituut van Bulgarije |

Het dorp Slavjanovo heeft een gemengde bevolking. De bevolking bestond in 2011 voor de meerderheid uit etnische Bulgaren (66%), gevolgd door een grote groep van Bulgaarse Turken (33%).
| Etnische samenstelling van de respondenten (2011) | Etnische samenstelling van de respondenten (2011) | Etnische samenstelling van de respondenten (2011) | Etnische samenstelling van de respondenten (2011) | Etnische samenstelling van de respondenten (2011) |
| ------------------------------------------------- | ------------------------------------------------- | ------------------------------------------------- | ------------------------------------------------- | ------------------------------------------------- |
|                                                   |                                                   |                                                   |                                                   |                                                   |
| Bulgaren                                          | Bulgaren                                          |                                                   | 65,5%                                             | 65,5%                                             |
| Turken                                            | Turken                                            |                                                   | 33,4%                                             | 33,4%                                             |
| Roma                                              | Roma                                              |                                                   | 0,0%                                              | 0,0%                                              |
| Anders/Onbekend                                   | Anders/Onbekend                                   |                                                   | 1,1%                                              | 1,1%                                              |